# Конець (Куявсько-Поморське воєводство)
Конець (пол. Koniec, нім. Enddorf) — село в Польщі, у гміні Любранець Влоцлавського повіту Куявсько-Поморського воєводства.
Населення — 158 осіб (2011).
У 1975-1998 роках село належало до Влоцлавського воєводства.

## Демографія
Демографічна структура станом на 31 березня 2011 року:
|          | Загалом | Допрацездатний вік | Працездатний вік | Постпрацездатний вік |
| -------- | ------- | ------------------ | ---------------- | -------------------- |
| Чоловіки | 80      | 15                 | 57               | 8                    |
| Жінки    | 78      | 16                 | 49               | 13                   |
| Разом    | 158     | 31                 | 106              | 21                   |